# The Midnight Watch
The Midnight Watch è un film muto del 1927 diretto da Charles J. Hunt.

## Trama
Al college, il giovane Bob Breemer investiga sul furto di un prezioso collier. Furto di cui è sospettata la sua fidanzata, la segretaria Rose Denton, che avrebbe sottratto il gioiello ai suoi facoltosi datori di lavoro. Il capo Callahan, scontento di Bob, vuole punirlo. Ma il giovanotto scopre l'identità del vero ladro, un amico di Callahan e appartenente alla cerchia esclusiva del proprietario della collana.

## Produzione
Il film fu prodotto dalla Trem Carr Pictures.

## Distribuzione
Distribuito dalla Rayart Pictures Corporation, Associated British Film Distributors (ABFD) il film - presentato da W. Ray Johnston - uscì nelle sale cinematografiche statunitensi il 27 febbraio 1927. Nel Sud America, il film venne distribuito dalla J.H. Hoffberg Company.